# Picture Style

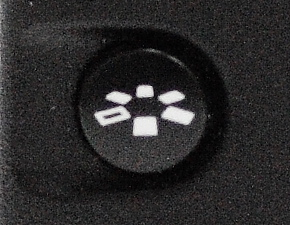
Кнопка Picture Style на Canon EOS 7D

Picture Style (с англ. — «стиль изображения») — технология, разработанная компанией Canon и используемая в цифровых зеркальных фотоаппаратах серии EOS. Суть технологии заключается в применении предварительно созданных стилей обработки изображения для получения снимков в формате JPEG. Стили Picture Style могут применяться как непосредственно при съёмке, так и при конвертации Raw-файлов на персональном компьютере.

## Описание

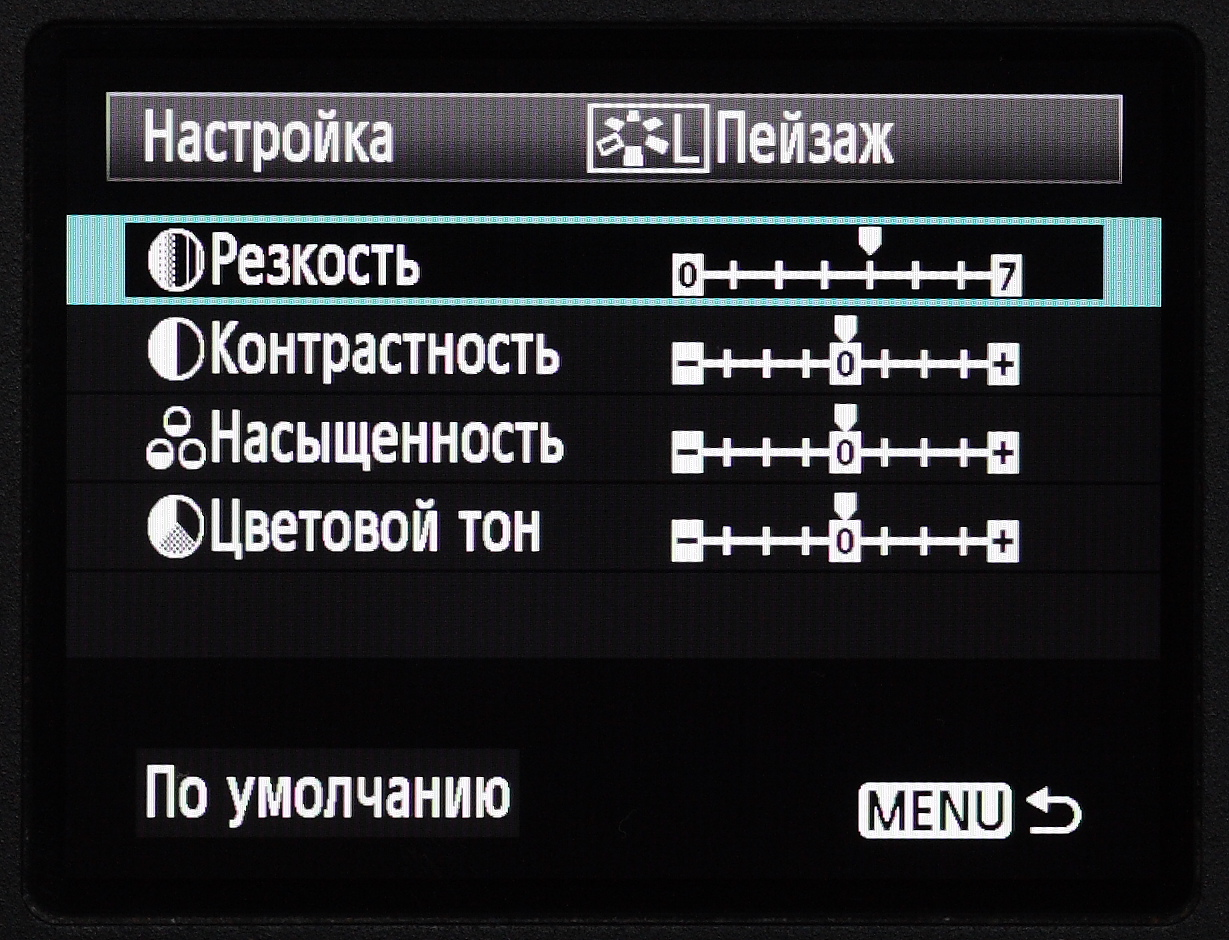
Коррекция параметров изображения для выбранного стиля

Процесс получения снимка в формате JPEG при съёмке на цифровой фотоаппарат включает в себя ряд операций, среди которых: применение дебайеризации и алгоритмов подавления шума, уменьшение глубины цвета (как правило, с 10-14 до 8 бит на канал), коррекция изображения, изменение размера фотоизображения, кодирование в формат JPEG. В цифровых зеркальных фотоаппаратах серии EOS управление подавлением шума и выбор разрешения итогового снимка осуществляются отдельными настройками, а параметры коррекции изображения, начиная с моделей 2005 года, устанавливаются в отдельном пункте меню, который называется Picture Style.
В ранних моделях (например, D60, 10D, 20D) пользователь мог создать несколько собственных настроек обработки, задав в каждой из них параметры резкости, контрастности, насыщенности и цветового тона (цветовой баланс по линии «красный — зелёный»). В фотоаппаратах с Picture Style подобная настройка разделена на два этапа: пользователь выбирает один из предустановленных или дополнительно загруженных в память фотоаппарата стилей (на российском сайте Canon употребляются термины «режим» и «настройка»), а затем может скорректировать для этого стиля четыре основных параметра: резкость, контрастность, насыщенность и цветовой тон.
Для хранения стилей используется разработанный Canon формат файла с расширением pf2 (ранняя версия имела расширение pse). Стили могут создаваться и редактироваться в программе Picture Style Editor (PSE). Готовые стили могут использоваться для конвертации из RAW в JPEG в программе Digital Photo Professional (DPP), а также загружаться в память фотоаппарата с помощью программы EOS Utility.
При записи снимка в формате RAW информация о выбранном стиле сохраняется в файле и используется при воспроизведении на дисплее фотоаппарата и при открытии файла в программе Digital Photo Professional. При этом в процессе дальнейшей обработки RAW-файла в DPP пользователь может выбрать любой другой стиль, а при открытии в других RAW-конвертерах информация о стиле игнорируется.

## Использование

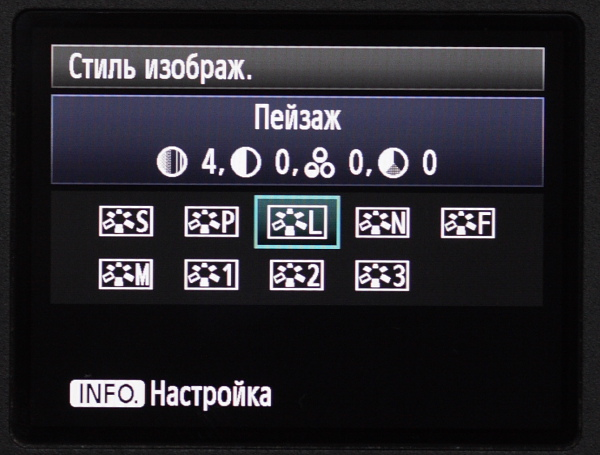
Выбор стиля в меню Canon EOS 7D

Поскольку при обработке RAW-файла на компьютере стиль, сохранённый в файле, либо игнорируется (при использовании сторонней программы конвертации), либо может быть легко изменён на любой другой, применение Picture Style при фотосъёмке имеет эффект только для съёмки в формате JPEG (или RAW + JPEG, при необходимости использования получившихся снимков до их обработки на компьютере).
С момента появления технологии Picture Style в августе 2005 года вместе с фотоаппаратом Canon EOS 5D, ею обладают все зеркальные цифровые фотоаппараты Canon. Начиная с модели 40D (август 2007) и вплоть до 550D (февраль 2011) все фотоаппараты с Picture Style имеют отдельную кнопку (у младших моделей она совмещена с навигационной кнопкой) для быстрого выбора стиля. Впоследствии кнопка осталась только у 600D, а 60D, 1100D и 5D Mark III были лишены этой кнопки.
В компактных цифровых фотоаппаратах Picture Style не применяется.

## Настройка стиля
При создании или модификации стиля в программе Picture Style Editor доступны следующие возможности:
- Модификация кривой яркости-контраста для всего изображения.
- Изменение тона, насыщенности и яркости заданного диапазона цветового пространства. Всего в одном стиле Picture Style может быть задано до 100 таких диапазонов.

Технология Picture Style, вообще говоря, не предназначена для корректировки экспозиции и баланса белого, хотя настройки позволяют осуществлять изменения, приводящие к схожим результатам.

## Официальные стили
Файлы с профилями Picture Style разделяются на две категории: официальные — предоставляемые Canon в виде преднастроек в ПО или в памяти фотоаппарата — и создаваемые пользователями. Различие заключается в том, что любой пользовательский профиль должен иметь в качестве базового один из официальных профилей. При открытии в программе PSE файла с профилем от Canon пользователю недоступны настройки исходного изображения, а в качестве базового стиля указан этот самый стиль. В то время как при открытии файла, созданного одним из пользователей, видны все произведённые настройки, а также официальный стиль, на базе которого был создан текущий.

### Предустановленные стили
Во всех фотоаппаратах с Picture Style предлагается пять предустановленных стилей:
| Название                            | Кривая контраста | Настройка цвета                                                                 |
| ----------------------------------- | ---------------- | ------------------------------------------------------------------------------- |
| Standard / Стандартный / Стандарт   | Тип 1            | Несколько более насыщенные цвета                                                |
| Portrait / Портрет / Портрет        | Тип 1            | Средняя насыщенность, телесный цвет приобретает розовый оттенок                 |
| Landscape / Пейзаж / Пейзаж         | Тип 1            | Высокая насыщенность, подчёркивание зелёного и синего цветов, изменение оттенка |
| Neutral / Нейтральный / Натуральное | Тип 2            | Низкая насыщенность, нейтральные цвета                                          |
| Faithful / Правдоподобный / Точное  | Тип 2            | Низкая насыщенность, колориметрически точные цвета                              |

Примечания к таблице:

1. Варианты названия: на английском языке / на русском сайте Canon / в меню фотоаппарата.

2. Кривая «Тип 1» является более контрастной, кривая «Тип 2» — более нейтральной, пологой.

3. Стиль Neutral предназначен для последующей обработки снимка и призван обеспечить максимальную сохранность деталей.

### Загружаемые стили
На сайте Canon доступны для скачивания ещё несколько стилей:
- Nostalgia. Янтарные тона с обесцвеченными синим и зелёным.
- Clear. Подчёркнутый контраст для обеспечения глубины и прозрачности.
- Twilight. Придаёт небу закатный оттенок.
- Emerald. Яркая голубизна воды и неба.
- Autumn Hues. Подчёркивает тёплые осенние цвета.
- Studio Portrait. Подчёркивает изысканные черты объекта съёмки и полупрозрачную кожу.
- Snapshot Portrait. Подчёркивает полупрозрачную кожу, придавая контраст вне зависимости от того, сделан снимок в помещении или вне его.
- Reference: Portrait. Преимущественно подчёркивает светящиеся, просвечивающие оттенки кожи, добавляя им яркий контраст.

## Монохромная съёмка
В меню Picture Style — как в фотоаппарате, так и в программе DPP — наряду с предустановленными и пользовательскими стилями можно выбрать монохромный режим. Этот режим позиционируется как один из стилей, однако таковым не является, поскольку использует методы преобразования изображения, не входящие в арсенал возможностей стилей Picture Style.
При выборе монохромного режима в меню фотоаппарата или при обработке RAW-файла в программе DPP настройки насыщенности и цветового тона заменяются на настройки цветного фильтра и тонирования. Эффект применения цветного фильтра в цифровой фототехнике аналогичен использованию цветных фильтров при съёмке на чёрно-белую плёнку. В меню доступны следующие пункты:
- отсутствие фильтра,
- жёлтый,
- оранжевый,
- красный,
- зелёный.

Тонирование чёрно-белого изображения является аналогией применению естественных красителей, например сепии или индиго, при печати фотоснимков (вирирование отпечатков). Получившееся изображение может быть чёрно-белым, а может быть окрашено в один из следующих оттенков:
- сепия,
- синий,
- фиолетовый,
- зелёный.

Степень насыщенности тонирования является фиксированной, при этом в меню DPP её можно скорректировать во вкладке настройки JPEG-изображения.